# Бандон
Бандон (енгл. Bandon, ир. Droichead na Bandan) је град у Републици Ирској, у југозападном делу државе. Град је у саставу округа округа Корк и важан је град за округ.

## Природни услови
Град Бандон налази у крајње југозападном делу ирског острва и Републике Ирске и припада покрајини Манстер. Град је удаљен 290 километара југозападно од Даблина. Град Корк се налази 30 километара североисточно од Бандона.
Бандон је смештен у јужној Ирској. Подручје града је равничарско и плодно. Град се образовао на обали истоимене реке Бандон.
Клима: Клима у Бандону је умерено континентална са изразитим утицајем Атлантика и Голфске струје. Стога град одликује блага и веома променљива клима.

## Историја
Подручје Бандона било насељено већ у време праисторије. Дато подручје је освојено од стране енглеских Нормана у крајем 12. века.
Градско насеље се релативно касно развило, од краја 16. века. Међутим, у време ране индустријализације Бандон је брзо израстао већи град за ово подручје.
Бандон је од 1921. године у саставу Републике Ирске. нагли развој града започео је тек последњих деценија, посебно са ширењем утицаја оближњег Корка, када је почело и нагло повећавање броја становника.

## Становништво
Према последњим проценама из 2011. године. Бандон је имао око 7 хиљада становника у граду. Последњих година број становника у граду се повећава.

## Збирка слика
- Стари мост преко реке Бандон
- Главна градска црква
- Градска пијаца